# Isabel May
Isabel May, född 21 november 2000 i Santa Monica i Kalifornien, är en amerikansk skådespelerska. Hon uppmärksammades först som gymnasieeleven Katie Cooper, en av huvudrollerna i Netflix-serien Alexa & Katie (2018–2020). Hon hade även en mindre roll som Veronica Duncan i CBS-serien Young Sheldon 2018–2020 och fick ytterligare uppmärksamhet som huvudrollsinnehavaren (och berättaren) Elsa Dutton i Paramount+-serien 1883 (2021–2022), och var återigen seriens berättare i TV-serien 1923 (2022–2023), och i seriefinalen av TV-serien Yellowstone (2025). 

## Liv och karriär
Efter att ha provspelat i tre år utan att ha fått en roll, beslutade May och hennes föräldrar att gå färdigt sin skolgång online med början i tionde klass så att hon kunde koncentrera sig på skådespeleriet.  Sex månader senare fick hon rollen som Katie i Alexa & Katie utan skådespelarerfarenhet och begränsad utbildning. Hon gick senare med i skådespelarna av Young Sheldon som kärleksintresset för Sheldons bror Georgie. Hon spelar huvudrollen som festvärd i den oberoende filmen Let's Scare Julie, en 90-minuters film producerad 2018, om att skrämma den tillbakadragna granntjejen på en Halloween-fest. Filmen Run Hide Fight hade världspremiär på filmfestivalen i Venedig den 10 september 2020.
2021 spelade May huvudrollen som Elsa Dutton, huvudkaraktären och seriens berättare i Paramount+ western begränsad serie 1883, en uppföljare till Yellowstone. Hon fick positiva recensioner från kritiker och utsågs till en av de mest lovande unga stjärnorna i Hollywood av The Hollywood Reporter. Hon återvände senare till rollen som berättare för 1923.
2022 dök May också upp i en biroll i den romantiska komedifilmen I Want You Back. Den rollen hade hon också tillsammans med KJ Apa i DC Extended Universe's Wonder Twins, men den avbröts senare på grund av budgetnedskärningar hos Warner Bros. Discovery. Hon fick senare den kvinnliga huvudrollen mot Casey Affleck i den oberoende thrillerfilmen The Smack. 2023 blev Jurnee Smollett hennes motspelare i thrillern Sunflower for Lionsgate. 2023 hade hon rollen mot Jurnee Smollett i thrillerfilmen Sunflower for Lionsgate.
I november 2024 rapporterades det att May skulle porträttera Tatum Prescott Evans dotter till Sidney Prescott i Scream 7.

## Filmografi (i urval)

### Filmer
- 2019 – Let's Scare Julie
- 2020 – Run Hide Fight
- 2022 – Jag vill ha dig tillbaka
- 2026 – Scream 7[17]

### Television
| År        | Titel              | Roll                     | Noter                          |
| --------- | ------------------ | ------------------------ | ------------------------------ |
| 2018–2020 | Alexa & Katie      | Katie Cooper             | Huvudroll; 39 episoder         |
| 2018–2020 | Young Sheldon      | Veronica Duncan          | Återkommande roll (säsong 2–3) |
| 2021–2022 | 1883               | Elsa Dutton              | Huvudroll; 10 episoder         |
| 2022–2024 | 1923               | Elsa Dutton              | Huvudroll; 9 episoder          |
| 2024      | Yellowstone        | Elsa Dutton              | Berättare; 1 episod            |
| 2024      | American Masters   | Alta Hilsdale (röst)     | 1 episod                       |
| 2024      | Masters of the Air | Marjorie "Marge" Spencer | 1 episod                       |